# The Trouble with Being Myself
The Trouble with Being Myself è il terzo album della cantante statunitense Macy Gray, pubblicato nel 2003 dalla casa discografica Epic Records.

## Tracce
1. When I See You - 3:43
2. It Ain't the Money (featuring Pharoahe Monch) - 4:07
3. She Ain't Right for You - 4:12
4. Things That Made Me Change - 4:29
5. Come Together - 4:35
6. She Don't Write Songs About You - 4:39
7. Jesus for a Day - 3:30
8. My Fondest Childhood Memories - 3:36
9. Happiness - 4:13
10. Speechless - 4:06
11. Screamin' - 3:16
12. Every Now and Then - 6:30

### Edizione giapponese
1. Lie to Me - 5:34
2. It's Love - 5:40
3. We Will Rock You - 3:03